# Maui (cão)
Maui é um cão da raça collie que ficou famoso na série Mad About You, quando "interpretou" o cão de estimação do personagem principal Paul Buchman (Paul Reiser). Também esteve presente no filme Em Uma Noite de Fúria, uma comédia de horror estrelada por Bill Goldberg. "Maui" é o nome de uma das ilhas do Havaí, local de nascimento de seu verdadeiro dono. Sua personal trainer se chama Betty Linn. Maui e seus donos originais moram atualmente em Culver City, Califórnia.

## Murray
Murray é o animal de estimação dos Buchman´s e um dos favoritos dos fãs da série Mad About You, por ser um cão muito bem treinado. Foi encontrado quando ainda era um filhote por Paul, e estava caminhando com seu dono quando esse encontrou Jamie pela primeira vez. Invariavelmente, ele vê um rato invisível e corre desesperado atrás dele, sempre terminando numa forte batida contra algum móvel do apartamento. Em um dos episódios, Jamie encontra o rato "real" que Murray tanto tenta pegar durante a série. Recebia vários apelidos de Nat Ostertag (Hank Azaria), contratado dos Buchman´s para passear com Murray. No episódio final da série, The Final Frontier, Mabel adulta diz que Murray faleceu quando ela tinha seis anos de idade, mas não diz o motivo.
Recebeu na série o nome "Murray", por soar próximo de seu verdadeiro nome em inglês, facilitando cenas em que era preciso chamar sua atenção.

## Fimografia
- Em Uma Noite de Fúria (2005) .... Miss Scribbles
- Mad About You (1992-1999) (106 episódios) .... Murray

## Ligações Externas
- Maui no Internet Movie Database
- Fã-site (em inglês)